# Kanton Sompuis
Kanton Sompuis (fr. Canton de Sompuis) byl francouzský kanton v departementu Marne v regionu Champagne-Ardenne. Tvořilo ho 13 obcí. Zrušen byl po reformě kantonů 2014.

## Obce kantonu
- Bréban
- Chapelaine
- Coole
- Corbeil
- Dommartin-Lettrée
- Humbauville
- Le Meix-Tiercelin
- Saint-Ouen-Domprot
- Saint-Utin
- Sommesous
- Sompuis
- Somsois
- Soudé